# Linke Wienzeile

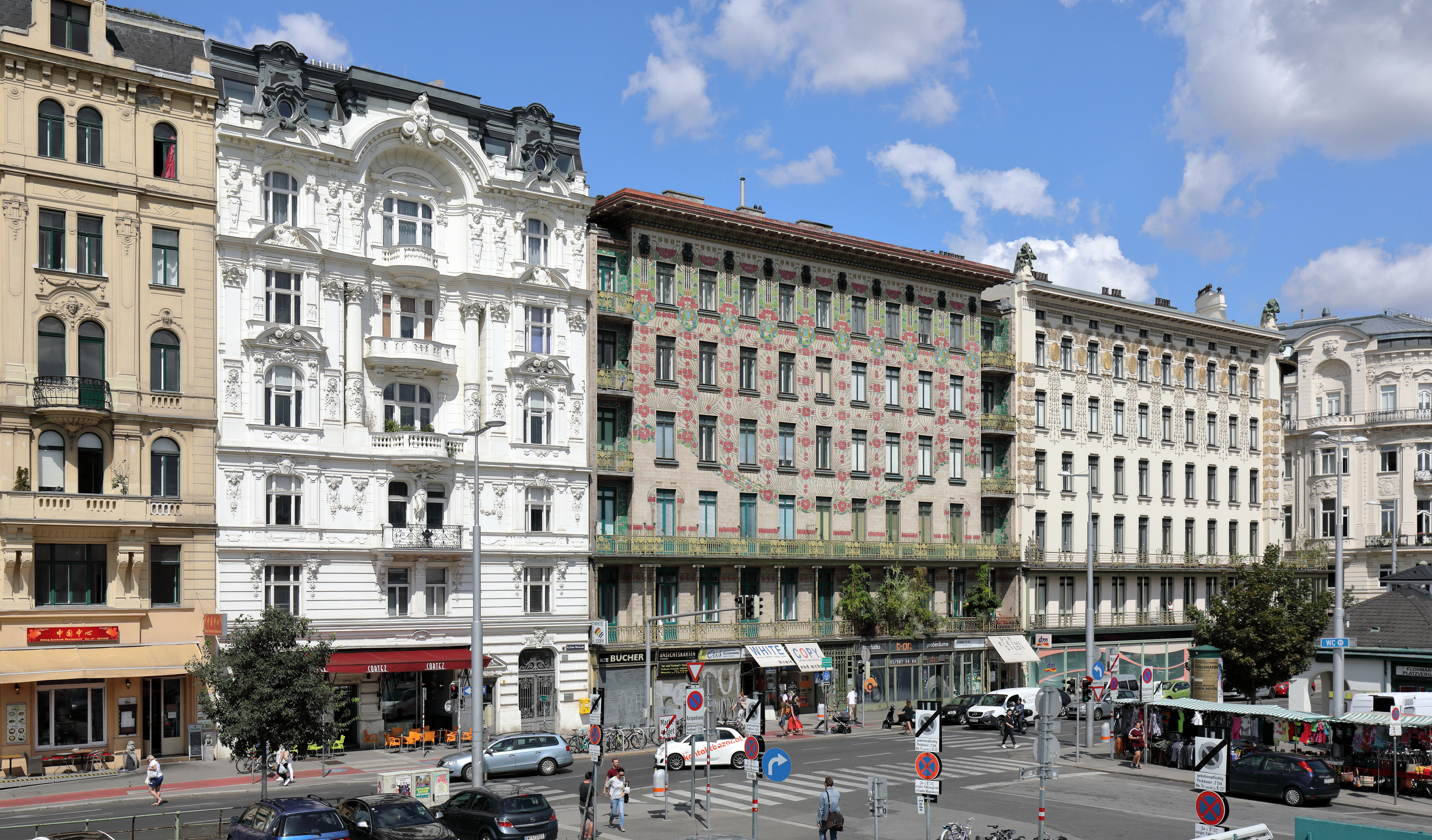
Linke Wienzeile, Höhe Kettenbrücke mit dem „Majolikahaus“ im Bildzentrum

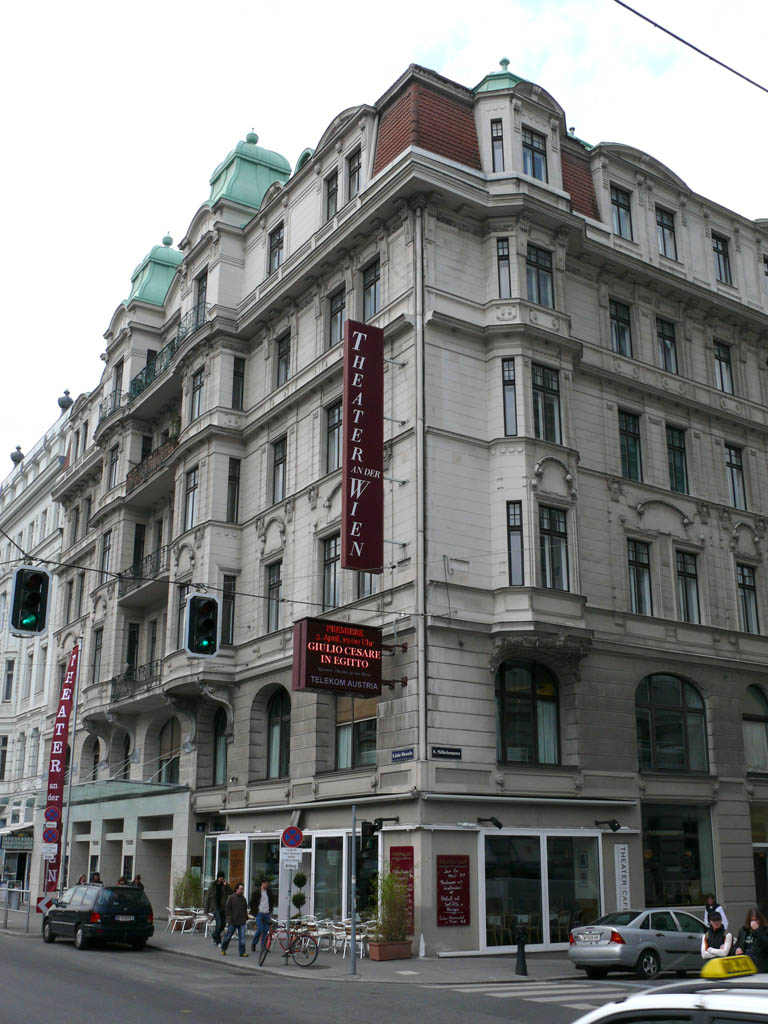
Theater an der Wien, 6., Linke Wienzeile 6, Ecke Millöckergasse

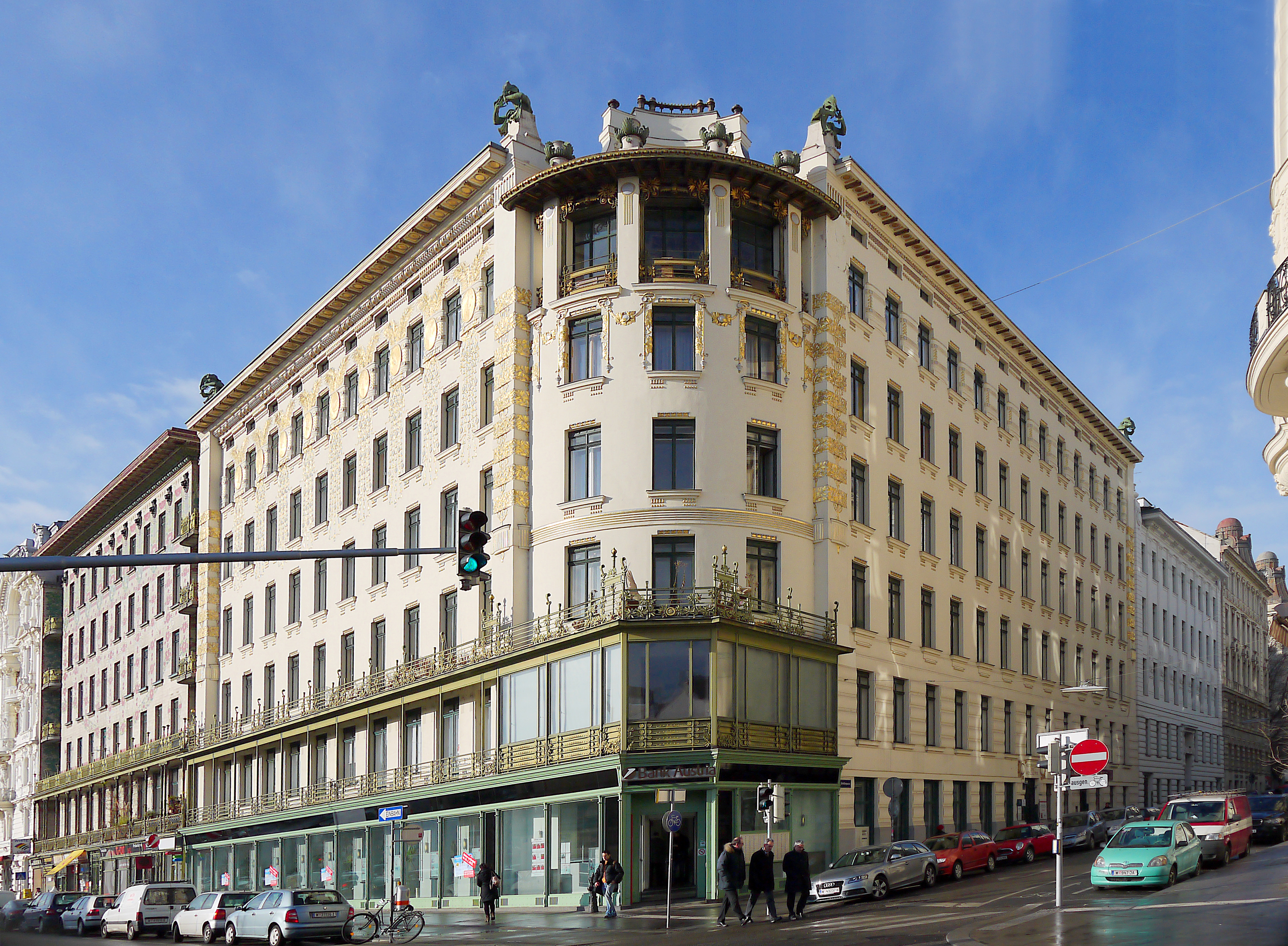
Otto Wagner: 6., Linke Wienzeile 38, Ecke Köstlergasse

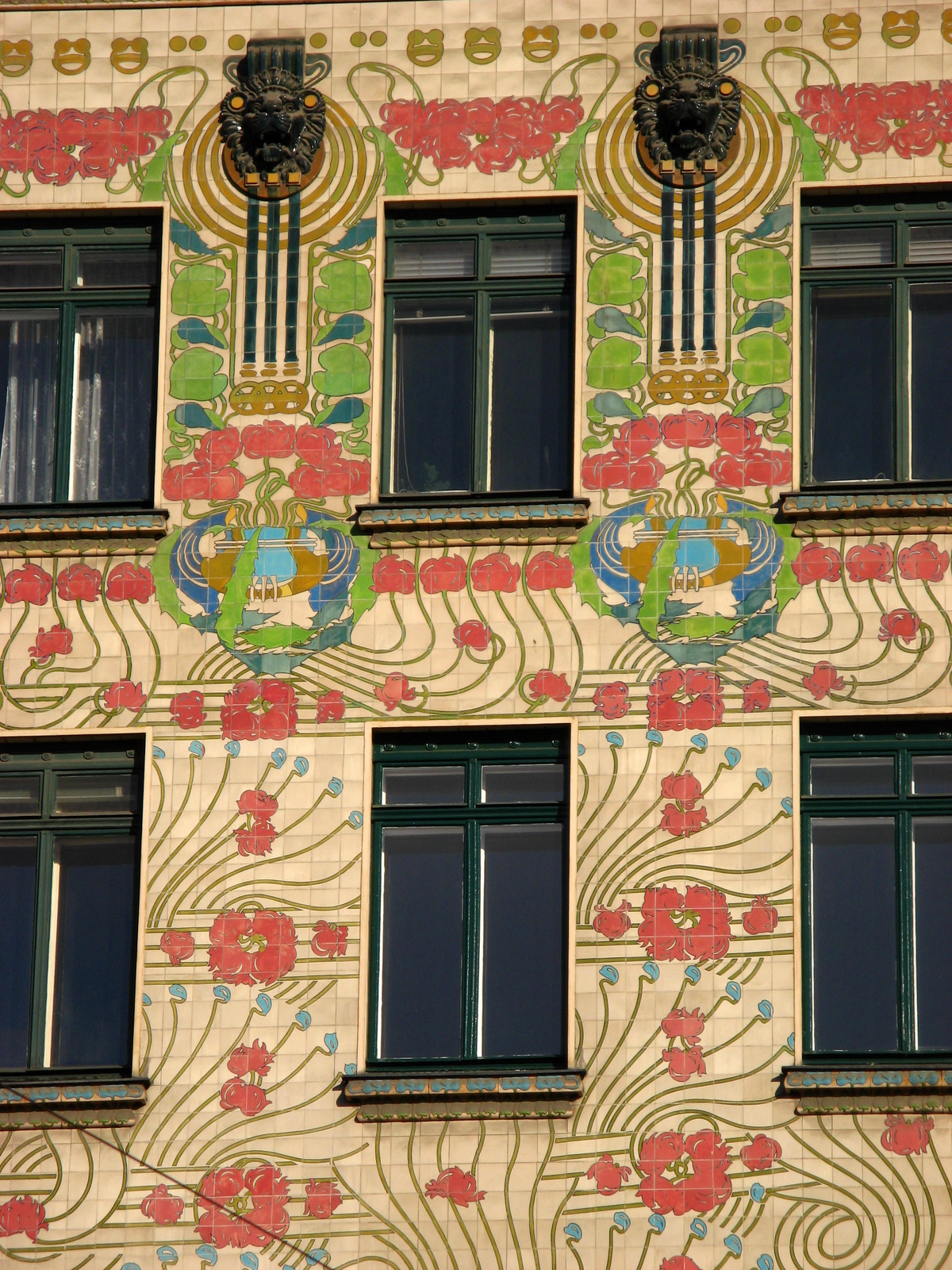
Otto Wagner: „Majolikahaus“, 6., Linke Wienzeile 40

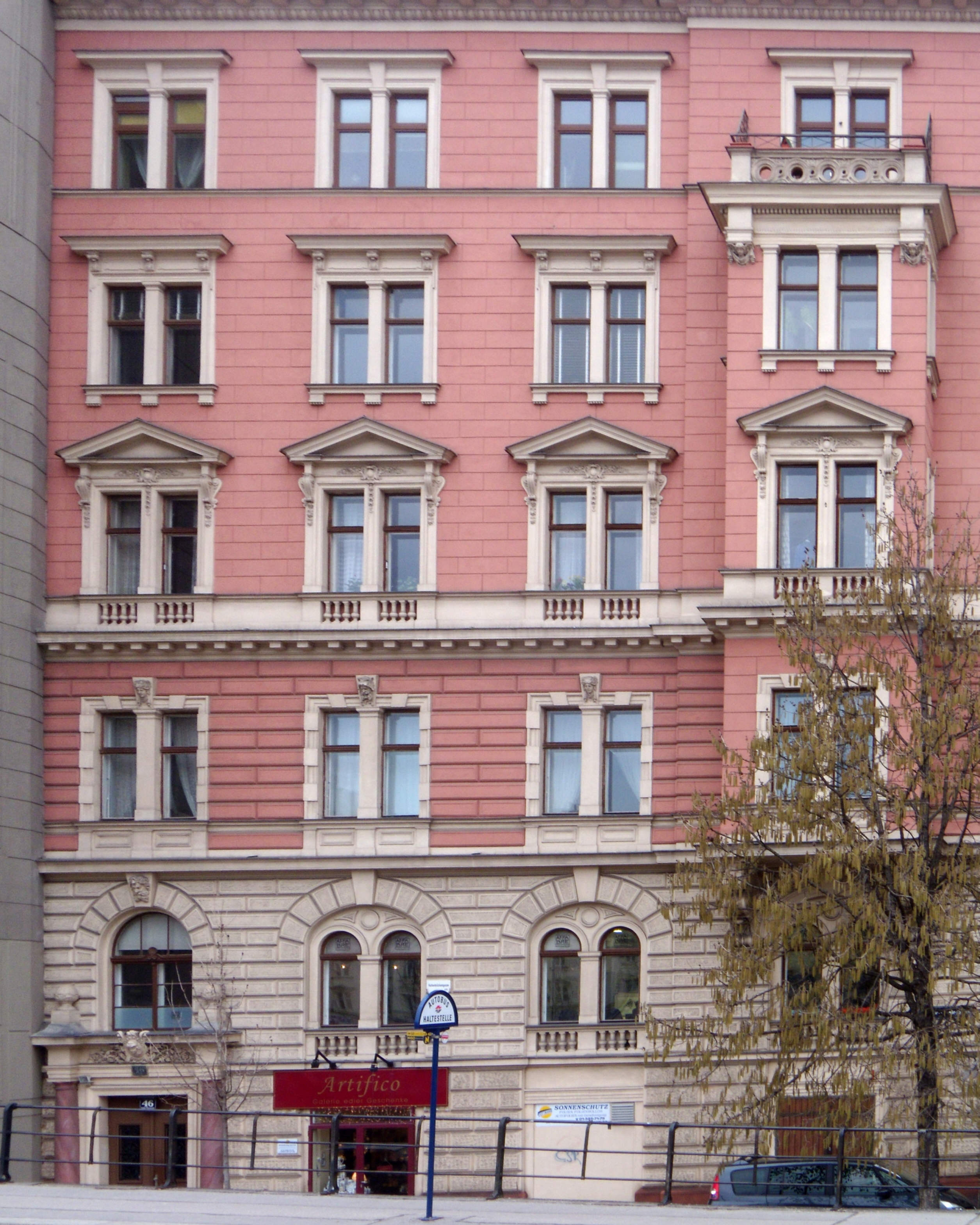
6., Linke Wienzeile 46. Das Haus wurde vor der Wienflussregulierung gebaut; sein Erdgeschoß liegt tiefer als das heutige Straßenniveau.

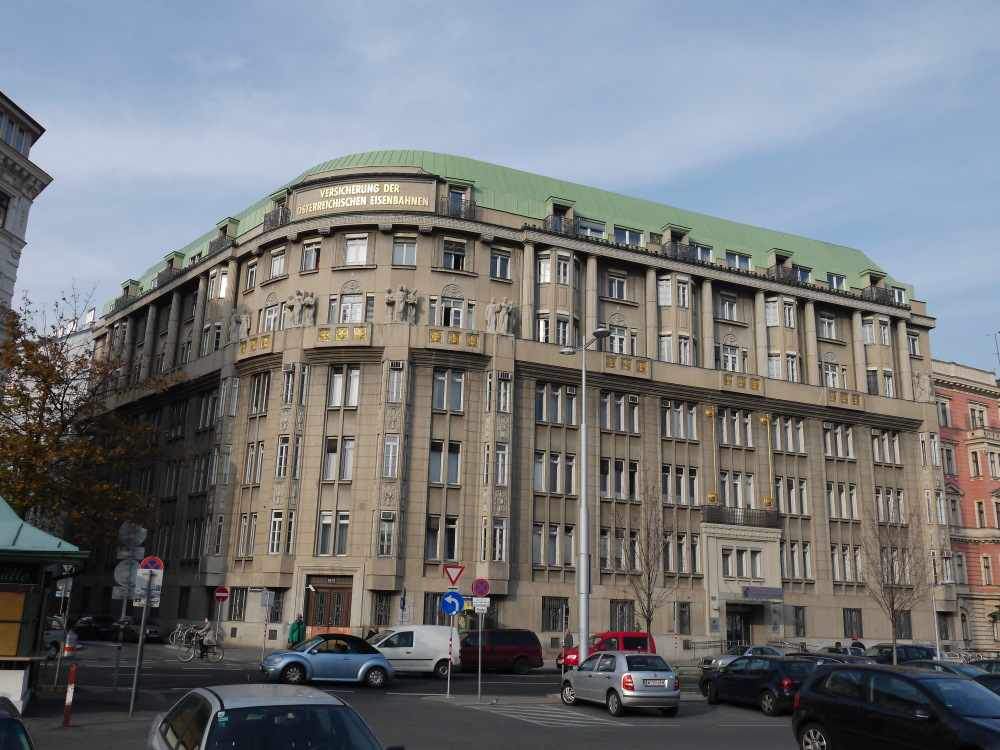
Versicherungsanstalt für Eisenbahnen und Bergbau (VAEB), 6., Linke Wienzeile 48–52

Die Linke Wienzeile in Wien, im 6. Bezirk, Mariahilf, und im 15. Bezirk, Rudolfsheim-Fünfhaus, verläuft direkt am linken, nördlichen Ufer des (teilweise eingewölbten) Wienflusses vom Verkehrsknotenpunkt Karlsplatz am Rand des Stadtzentrums flussaufwärts nach Westen. Die etwa 4,5 km lange Straße ist Teil der so genannten „Westausfahrt“ zur Westautobahn A1 Richtung Linz und Salzburg, die am westlichen Stadtrand beginnt. Die Straße ist eine Einbahn; ihr Gegenstück zur Fahrt stadteinwärts ist die Rechte Wienzeile am rechten Ufer des Wienflusses.
Die Wienzeile ist straßenbaurechtlich Teil der Wiener Straße. Seit 2002 ist dies eine vom jeweiligen Bundesland verwaltete Landesstraße. Bis 2002 handelte es sich um die Wiener Bundesstraße (B1), bis 1971 Ost-West-Verbindung durch ganz Österreich, dann auf den Abschnitt Wien–Salzburg beschränkt.

## Geschichte
Im Stadtgebiet von Wien verläuft der Fluss fast durchwegs in einem tiefen, 1895–1899 errichteten Betonbett. Der Bau wurde gleichzeitig mit dem der Wientallinie der Wiener Stadtbahn, die den Fluss hier an dessen rechter, südlicher Seite in Tieflage begleitet, durchgeführt.
Otto Wagner, architektonischer Gestalter der Stadtbahn, trat dafür ein, die Gelegenheit zu nützen und den Wienfluss vom Karlsplatz bis zum Schloss Schönbrunn, Sommerresidenz des Kaisers im 13. Bezirk, einzuwölben und eine Prachtstraße zu errichten; die Einwölbung wurde aber nur auf 2,1 km im zentralen Stadtbereich und auf einem kleinen Teilstück beim Margaretengürtel verwirklicht.
Somit entstand nicht, wie Wagner erhofft hatte, eine Wienzeile, sondern es wurden um 1900 zwei Straßen dieses Namens angelegt: zu beiden Seiten des großteils offen fließenden Wienflusses. Die amtliche Benennung des ersten Teilstücks der Linken Wienzeile erfolgte 1899 im 15. Bezirk; bis 1911 war die Benennung durchgängig komplett. Die Verlängerung von der Winckelmannstraße bis zur Schlossallee erfolgte 1925. Die Linke Wienzeile wurde aber erst Jahrzehnte später zur Durchzugsstraße ausgebaut.
Noch um 1960 verlief der Verkehr nach Westen durch die Mariahilfer Straße und die Linzer Straße, weil die Häuser an der Linken Wienzeile abschnittsweise, vor allem zwischen Pilgramgasse und Reinprechtsdorfer Brücke, zu dicht am Fluss standen und auch die äußere Hadikgasse im 14. Bezirk noch nicht ausgebaut war. (Vor der Wienflussregulierung waren vor allem häufige Überschwemmungen der Grund, dass Hauptstraßen nicht in Flussnähe trassiert wurden.) Zwanzig Jahre später fungierte die Linke Wienzeile als Hauptstraße.

## Lage und Verkehr
Die Linke Wienzeile setzt an ihrem zentrumsseitigen Beginn die Friedrichstraße, eine Fahrstraße auf dem Karlsplatz, fort. Letztes Gebäude der Friedrichstraße ist das Ausstellungshaus Secession; nach der Kreuzung mit dem Getreidemarkt, auf der die Grenze zwischen den Bezirken 1 und 6 verläuft, beginnt die Linke Wienzeile: an der südlichen Straßenseite mit dem Naschmarkt, einem der bekanntesten Märkte Wiens, an der nördlichen Straßenseite mit Häuserblöcken, beginnend mit dem Haus Nr. 2.
Beim Haus Nr. 180 mündet von Süden der Margaretengürtel, Fahrtrichtung Norden, in die Linke Wienzeile ein. Nach dem Haus Nr. 182 zweigt der Gumpendorfer Gürtel von der Linken Wienzeile nach Norden ab, nach dem Franz-Schwarz-Park kreuzt der Straßenzug Sechshauser Gürtel / Gaudenzdorfer Gürtel, Fahrtrichtung Süden. In diesem Bereich kreuzt weiters die U-Bahn-Linie U6 die Linke Wienzeile in Hochlage (siehe Adressen).
Die höchste im elektronischen Stadtplan der Wiener Stadtverwaltung auffindbare Hausnummer ist 278 und befindet sich östlich der Einmündung der Jheringgasse im 15. Bezirk nahe der Kreuzung der Linken Wienzeile mit dem Straßenzug Winckelmannstraße / Schönbrunner Brücke / Grünbergstraße.
Der westlichste Teil der Linken Wienzeile, westlich der genannten Kreuzung, wird nördlich vom Auer-Welsbach-Park (früher Schönbrunner Vorpark genannt) und südlich von einem begrünten Uferstreifen des Wienflusses begleitet.
Die Linke Wienzeile endet im Westen an der Kreuzung mit der Schlossbrücke (beim Haupteingang zum Schloss Schönbrunn) und der darauf zuführenden Schlossallee an der Bezirksgrenze 15 / 14. Der Straßenzug setzt sich westwärts im 14. Bezirk in der Hadikgasse fort.
Am linken Straßenrand der Linken Wienzeile schließen elf Brücken und Stege über den Wienfluss sowie zwei Einwölbungen des Flusses an (siehe Wiener Wienflussbrücken).
Auf dem anderen Flussufer, an der Rechten Wienzeile, befinden sich nahe der Linken Wienzeile sechs Stationen der U-Bahn-Linie U4, die auf der Trasse der früheren Wiener Stadtbahn verkehrt. Fünf davon bestehen seit 1898 / 1899, eine, Längenfeldgasse, wurde 1989 eröffnet. Auf der Linken Wienzeile selbst besteht nur in kleineren Abschnitten Autobuslinienverkehr.

## Adressen
Da die Linke Wienzeile links bzw. südlich direkt vom Fluss begleitet wird und auch auf der Einwölbung, auf der sich der Naschmarkt befindet, keine Orientierungsnummern der Straße aufscheinen, weist sie nur gerade Hausnummern auf, die sich regelgemäß an der rechten, nördlichen Straßenseite befinden.
- Gegenüber Nr. 2 bis 40: Wiener Naschmarkt, der bekannteste Wiener Markt, auf dem sich zuletzt auch viele Gastronomiebetriebe etabliert haben
- Nr. 6, Ecke Millöckergasse: Theater an der Wien, seit 2006 Wiens drittes Opernhaus, zuvor Operetten- und Musicaltheater (siehe Abb.). Das Theater besteht seit 1800 (1805 Welturaufführung von Beethovens Oper Fidelio), nach 1902 wurde nach dem Entwurf von Ferdinand Fellner und Hermann Helmer das heute bestehende Vorderhaus an der Linken Wienzeile gebaut. In diesem Vordertrakt befinden sich auch Wohnungen, die (so wie das ganze Theatergebäude) in Besitz der Stadt Wien stehen und als „atypische“ Gemeindewohnungen vergeben werden, vgl. Liste der von der WISEG betreuten Objekte.
- Nr. 22, Ecke Girardigasse: Café Drechsler, seit 1919 bestehendes Wiener Kaffeehaus
- Nr. 38 und 40, Ecke Köstlergasse: Wienzeilenhäuser von Otto Wagner (siehe zwei Abb.). Nr. 38 ist das Eckhaus mit vergoldetem secessionistischem Dekor, Nr. 40 ist das Majolikahaus.
- Nr. 42, späthistoristisches Wohnhaus mit reicher und plastisch durchgegliederter Fassade aus dem Jahr 1896/97 von Rudolf Kmunke. Das regelmäßige Rasterschema der Fenster wird aufgelöst, dominierendes Motiv ist die Mittelnische mit Balkonen.[1]
- Gegenüber Nr. 42: U-Bahn-Station Kettenbrückengasse im Otto-Wagner-Design
- Gegenüber Nr. 42 bis 62: Flohmarkt, samstags
- Nr. 46: Hohes Kreativ Haus, Wohnhaus welches als einziges nicht nach vorne gebaut wurde und noch das alte Eingangsniveau besitzt. 1890/92 erbaut, Architekt und Bauherr Josef Spilka.
- Nr. 48–52: Versicherungsanstalt für Eisenbahnen und Bergbau (VAEB; siehe Abb.), erbaut 1912 / 1913 von Hubert Gessner mit neoklassizistischer Fassade und Fassadenplastik von Anton Hanak
- Nr. 60: Boulevard-Hof, ein Zinshaus mit im Obergeschoß konzentriertem secessionistischem Dekor aus dem Jahr 1902 von Ely Wasserstrom
- Nr. 64: Vier Jahreszeiten, ein Zinshaus mit vertikalisierunder Gliederung von Julius Hecht aus dem Jahr 1913
- Nr. 102: Rosa-Lila-Villa, Lesben-, Schwulen- und Transgenderzentrum nahe der U-Bahn-Station Pilgramgasse
- Nr. 152: Großdrogerie Wilhelm Neuber´s Enkel, traditionsreiches Unternehmensgebäude mit Jugendstilfenstern von Carl Geyling’s Erben, wovon eines auf der Weltausstellung 1900 in Paris mit einer Medaille prämiert wurde.[2]
- Nr. 178: Jubiläumswerkstättenhof (Mollardgasse 85), fertiggestellt 1909 (siehe Abb.) auf dem Areal des 1907 demolierten Gumpendorfer Schlachthauses
- Nr. 180: Erste Zentralberufsschule der Stadt Wien (ursprünglich Erste Wiener gewerbliche Fortbildungsschule, Mollardgasse 87, siehe Abb.), 1909–1911 erbaut von Rudolf Hammel für Lehrlinge aus 61 metallverarbeitenden Gewerbezweigen auf dem Areal des 1907 demolierten Gumpendorfer Schlachthauses; bei der U-Bahn-Station Margaretengürtel
- Nr. 182: Gemeindebau Leuthnerhof, erbaut 1931 / 1932, nach 1945 benannt nach dem sozialdemokratischen Abgeordneten Karl Leuthner (1869–1944)[3] (siehe Abb.)
- Vor Nr. 186: Wientalbrücke von Otto Wagner (bis 1985 Wiener Elektrische Stadtbahn, seit 1989 U-Bahn) und Kreuzung der Linken Wienzeile mit dem Gürtel (Fahrtrichtung Norden: Margaretengürtel / Gumpendorfer Gürtel; Fahrtrichtung Süden: Sechshauser Gürtel / Gaudenzdorfer Gürtel); an die westliche Brückenrampe anschließend: U-Bahn-Station Längenfeldgasse (siehe Abb.)
- Nr. 248, Ecke Ullmannstraße 71: „Renaissance Wien Hotel“ der Marriott-Gruppe bei der U-Bahn-Station Meidling Hauptstraße
- Nach Nr. 278: Auer-Welsbach-Park bei der U-Bahn-Station Schönbrunn

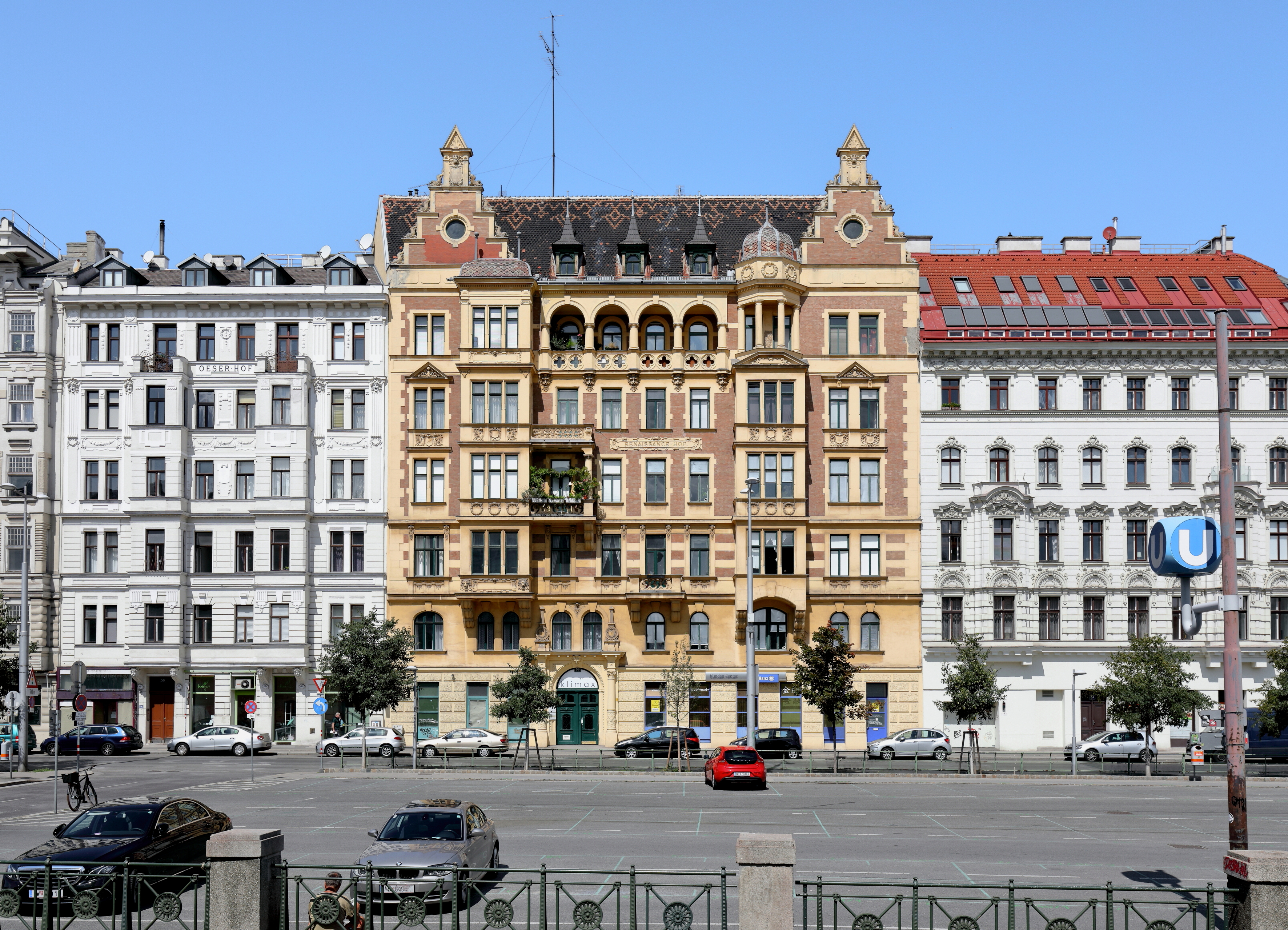
6., Linke Wienzeile 56, gegenüber dem Flohmarkt
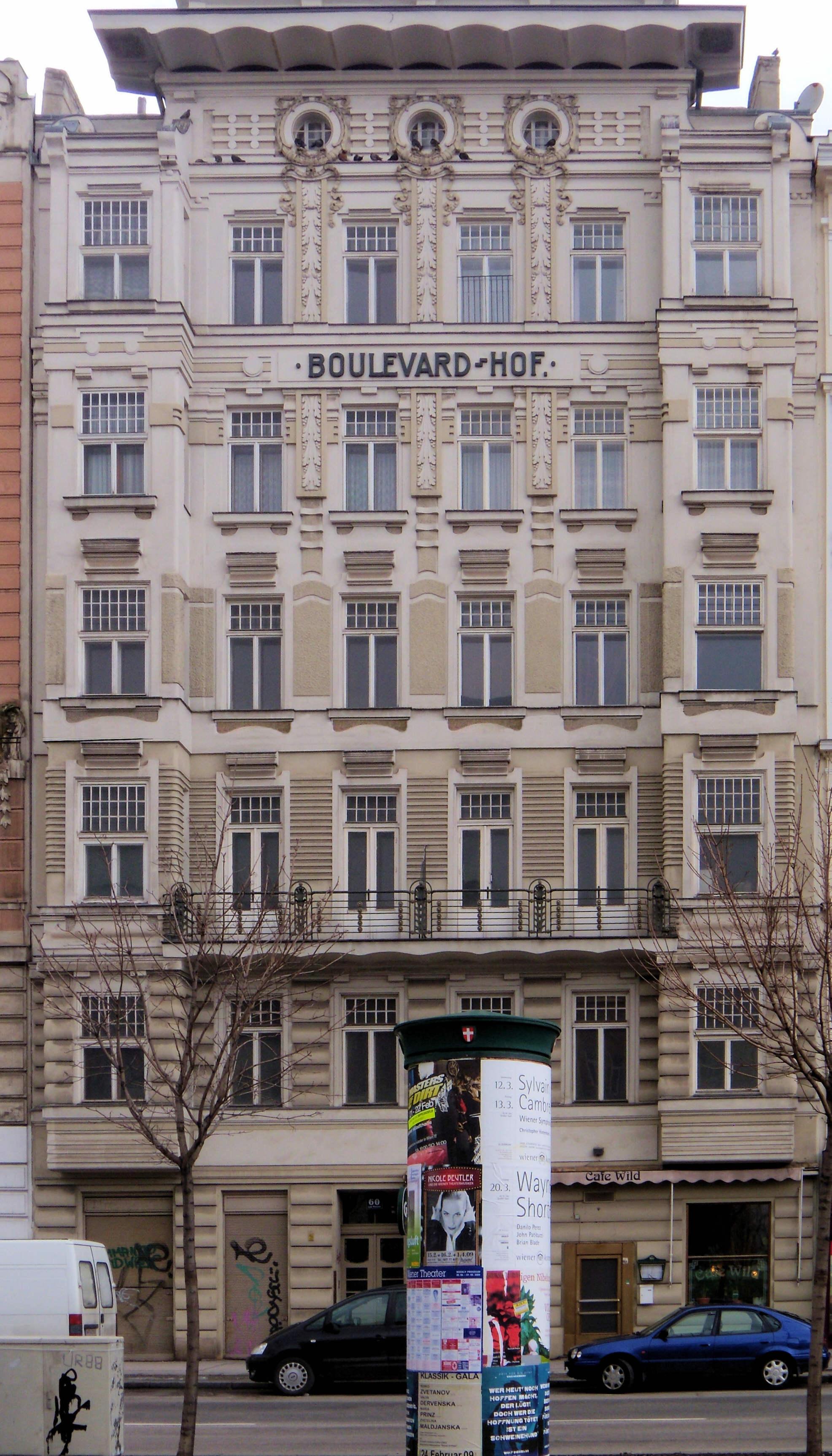
6., Linke Wienzeile 60, gegenüber dem Flohmarkt
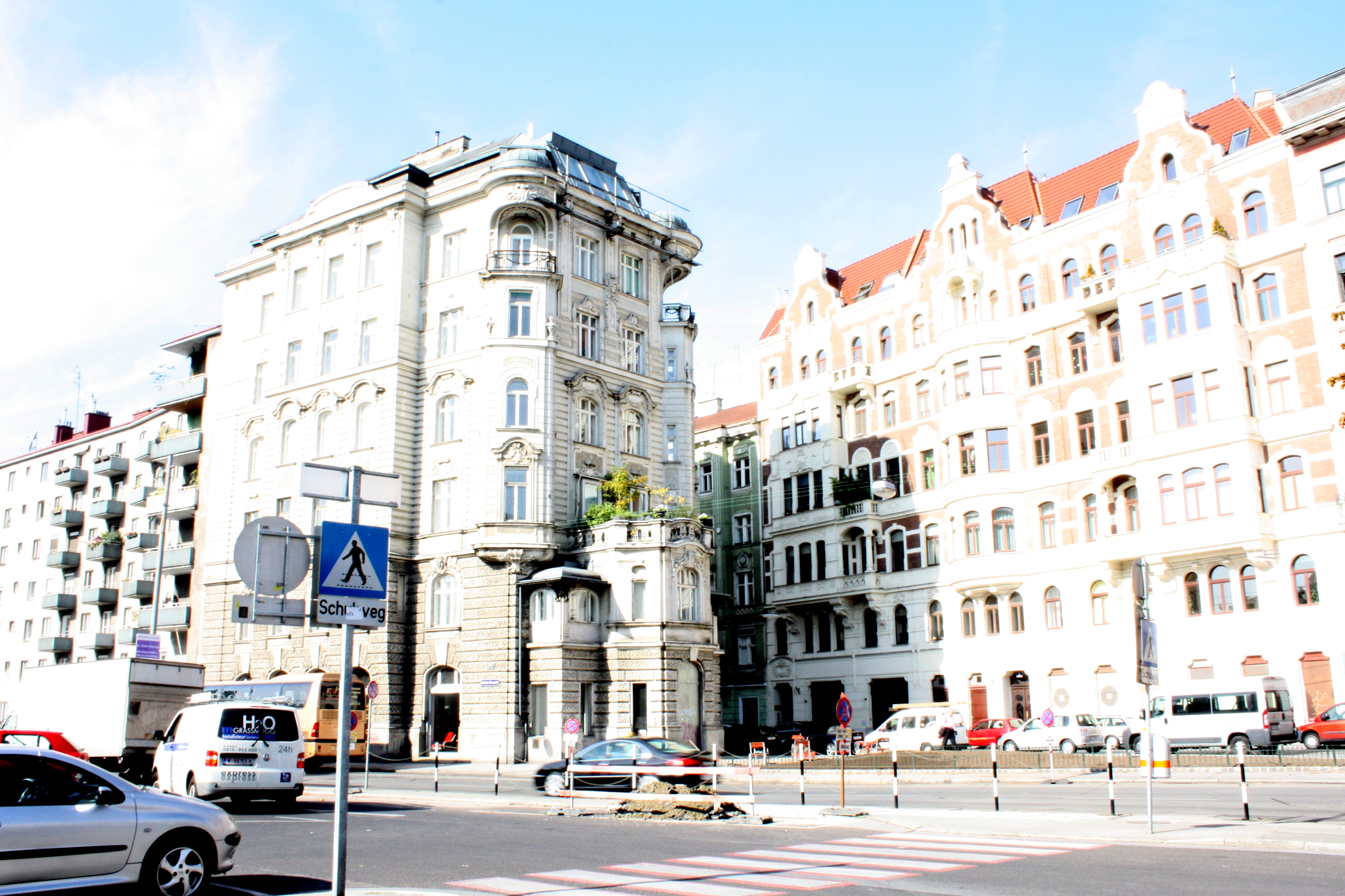
Eckhaus, 6., Linke Wienzeile 70 (links), Magdalenenstraße 4 und 6 (rechts)
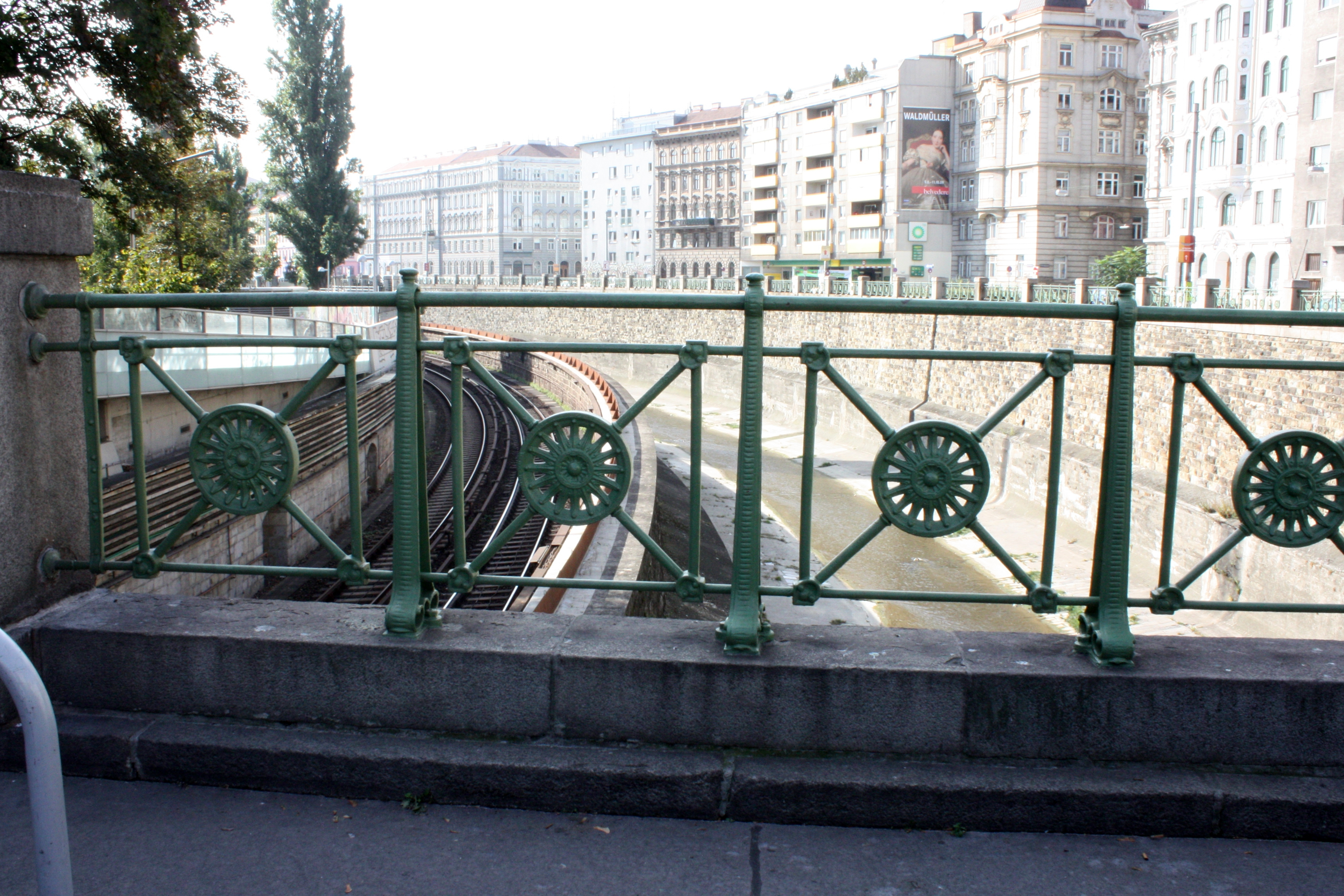
Von der Einwölbung aus gesehen: 6., Linke Wienzeile Nr. 86 (rechts) bis 100 (links); im Hintergrund die Einmündung der Esterházygasse, vorne links die Trasse der U4
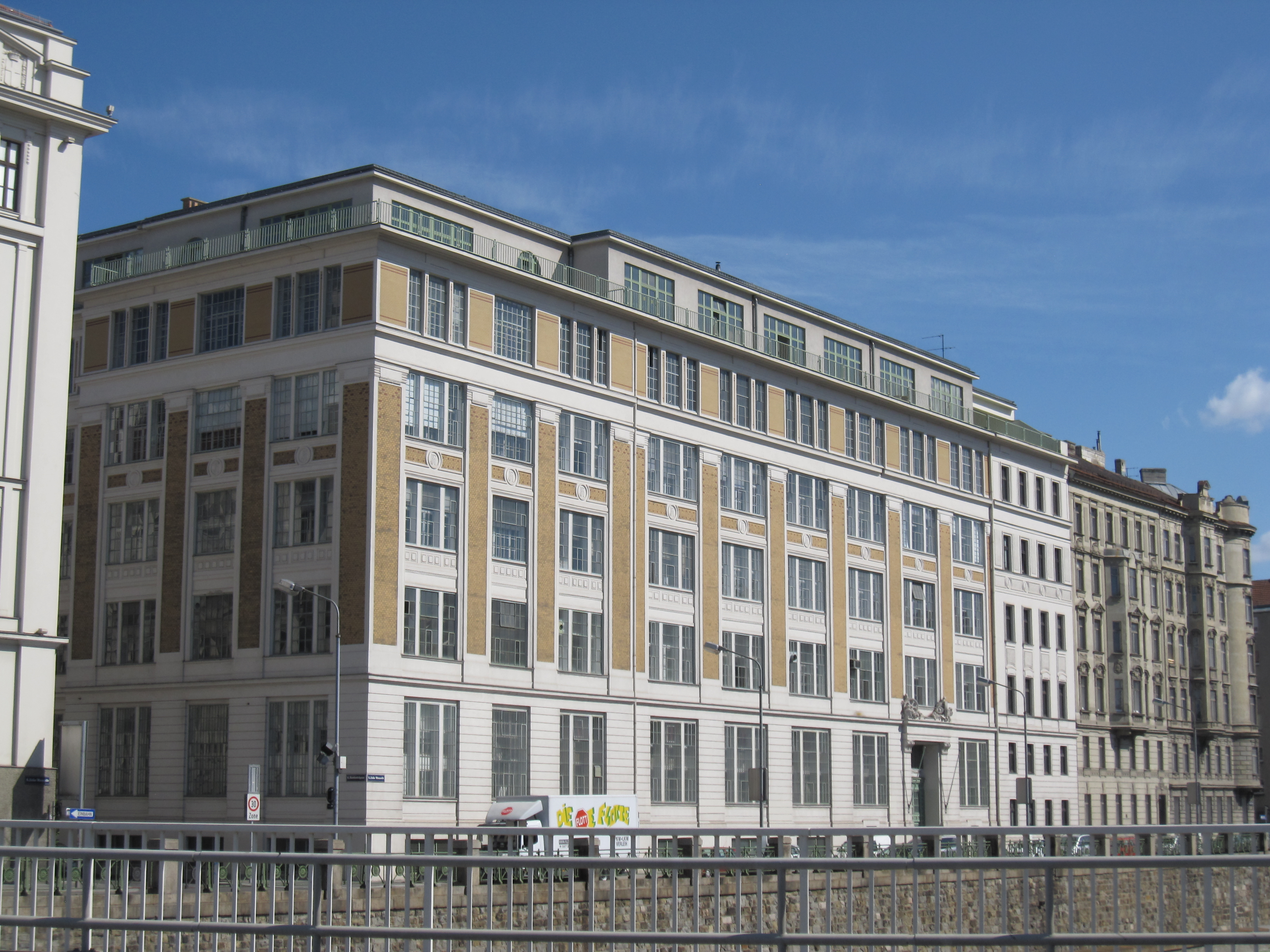
Jubiläumswerkstättenhof 6., Linke Wienzeile 178, fertiggestellt 1909
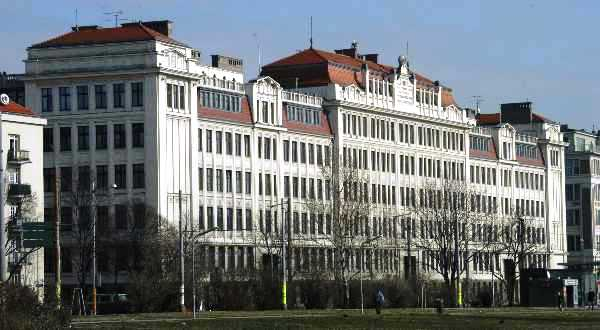
Zentralberufsschule der Stadt Wien, 6., Linke Wienzeile 180
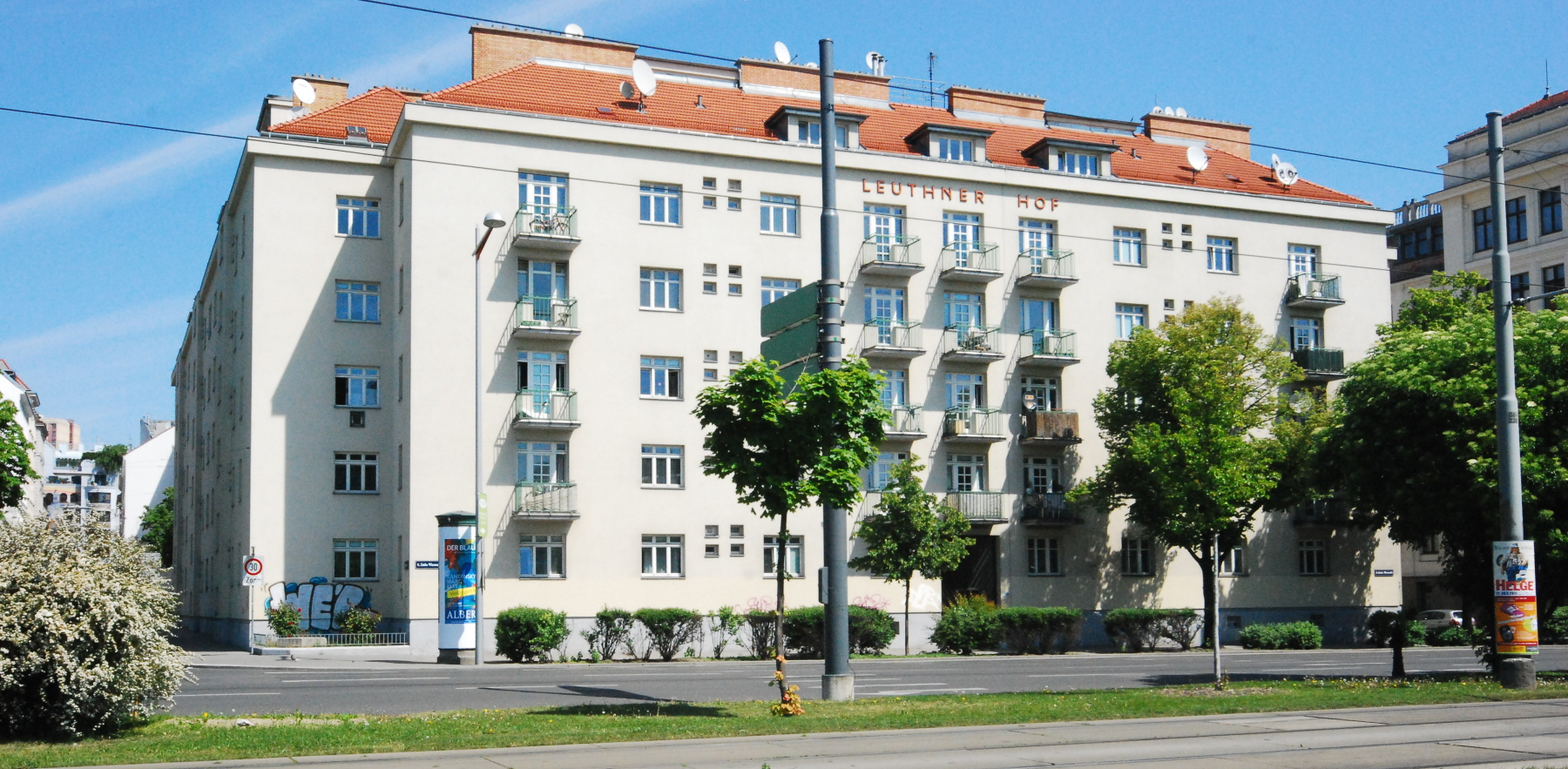
Gemeindebau Leuthnerhof, 6., Linke Wienzeile 182
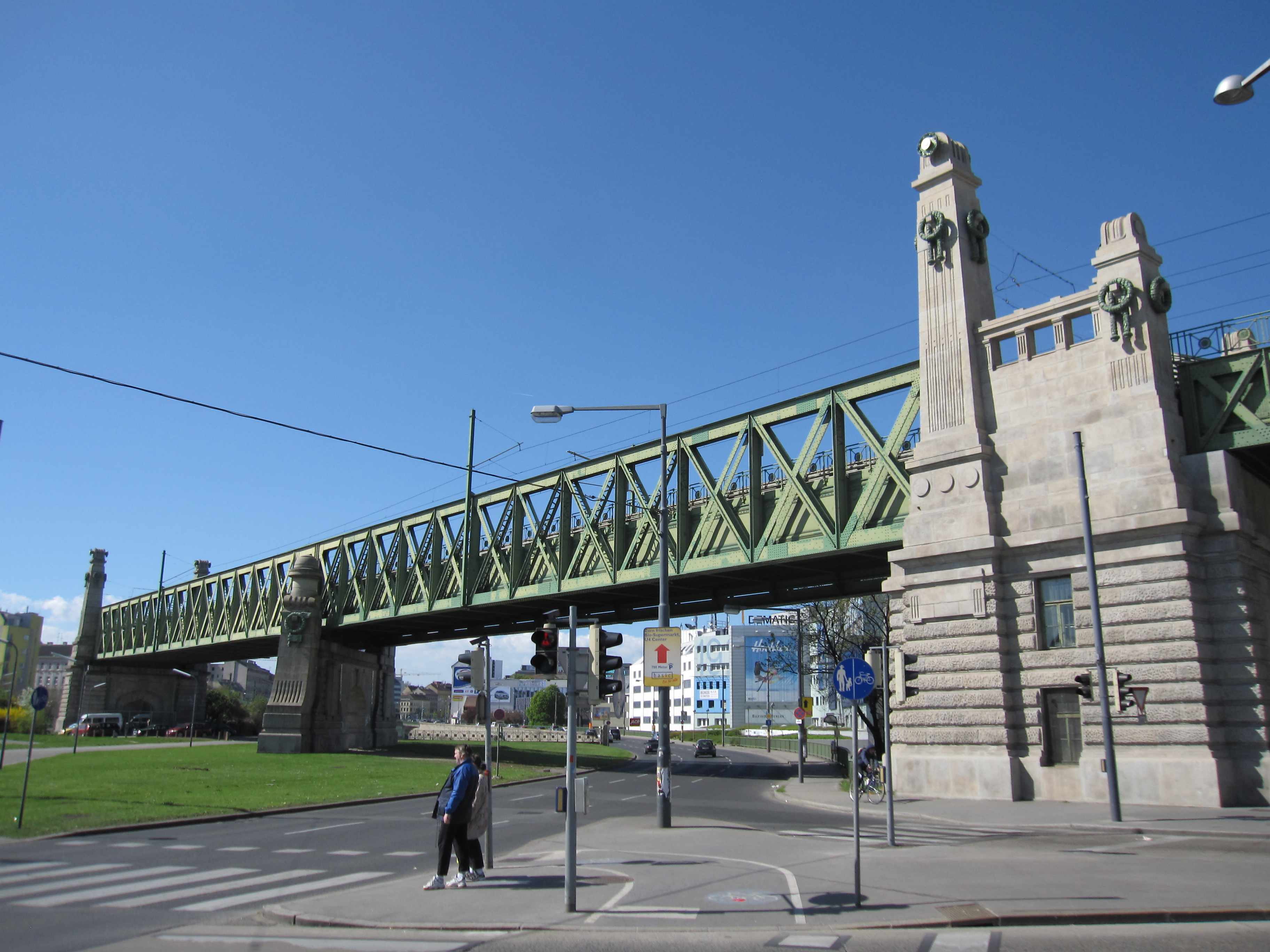
Otto Wagner: 15., Brücke über die Zeile, gesehen stadtauswärts